# Rhamphomyia galactoptera
Rhamphomyia galactoptera är en tvåvingeart som beskrevs av Gabriel Strobl 1893. Rhamphomyia galactoptera ingår i släktet Rhamphomyia och familjen dansflugor. Arten har ej påträffats i Sverige. Inga underarter finns listade i Catalogue of Life.